# Chronologie de Saint-Pétersbourg

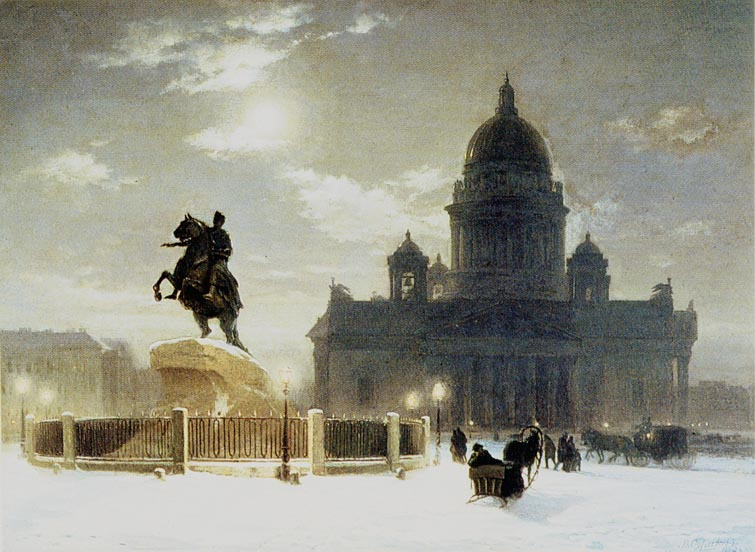
Le Cavalier de bronze devant la cathédrale Saint-Isaac, par Vassili Sourikov.

Présentation chronologique, par date, d’événements historiques de la ville de Saint-Pétersbourg, ancienne capitale de la Russie fondée en 1703 par le tsar Pierre le Grand.

## XVIIesiècle
- 1611 : Le fort de Nyenskans est fondé par les Suédois.

## XVIIIesiècle
- 1703 : 
  - Fondation de la ville par le tsar Pierre le Grand.
  - Fondation de la forteresse Pierre-et-Paul.
  - Création du Musée de l'artillerie[1], l'un des plus anciens du monde.

- 1709 : fondation de la Sankt-Petri-Schule, ou école Saint-Pierre.
- 1710 : fondation du Monastère Saint-Alexandre-Nevski.
- 1711 : construction du palais Menchikov, résidence du gouverneur général, et du premier palais d'hiver.
- 1712 : Saint-Pétersbourg devient la capitale du tsarat de Russie (devenu empire russe en 1721).
- 1714 : construction du palais d'été. Fondation du Jardin Botanique.
- 1716 : fondation de l'église catholique Sainte-Catherine.
- 1717 : ouverture du Canal de l'Amirauté.
- 1719 : ouverture du Jardin d'été et du Canal d'Hiver.
- 1720 : construction du pont de l'Ermitage et du canal Krioukov. Création de l'île de Nouvelle-Hollande.
- 1720 : achèvement du palais Kikine.
- 1721 : construction du canal Ligovsky.
- 1724 : 
  - fondation de l'Université de Saint-Pétersbourg et de l'Académie impériale des sciences.
  - création de la Monnaie de Saint-Pétersbourg.
  - inauguration du palais Catherine à Pouchkine.
- 1725 : 
  - construction du palais de Peterhof.
  - Mort de Pierre le Grand le 8 février. Il est inhumé dans la cathédrale Pierre-et-Paul encore en construction.
- 1726 : fondation de l'Observatoire de Saint-Pétersbourg.
- 1727 : construction de la Kunstkamera, ou chambre des curiosités.
- 1733 : ouverture de la cathédrale Pierre-et-Paul.
- 1738 : création de l'école impériale du ballet.
- 1739 : construction du Canal Griboïedov.
- 1740 : ouverture de la forteresse Pierre-et-Paul.
- 1744 : fondation de la Manufacture Impériale de Porcelaine et des Douze Collèges.
- 1748 : le 30 janvier, ouverture du cimetière luthérien ou cimetière allemand.
- 1754 : construction du palais Stroganov, du palais Anitchkov et de la cathédrale de la Transfiguration.
- 1756 : fondation du théâtre Alexandrinsky.
- 1757 : fondation de l'Académie impériale des beaux-arts. Construction du palais Vorontsov.
- 1762 : construction du palais d'Hiver (le troisième). Achèvement de la Cathédrale Saint-Nicolas-des-Marins.
- 1764 : fondation du Musée de l'Ermitage. Achèvement du Couvent Smolny par Rastrelli.
- 1765 : population estimée : 150 000 habitants.
- 1770 : construction du palais de la Moïka.
- 1773 : ouverture du cimetière Volkovo.
- 1780 : construction de l'église de Tchesmé.
- 1782 : inauguration de la statue du Cavalier de bronze qui représente Pierre le Grand.
- 1785 : ouverture du théâtre de l'Ermitage, du Gostiny Dvor (galerie marchande) et du palais de Marbre.
- 1788 : ouverture des ponts levant à tourelles Pont Lomonossov et Pont Staro-Kalinkine.
- 1789 : achèvement du Palais de Tauride. Ouverture du marché couvert Nikolsky.
- 1790 : population estimée 218 000 habitants. Ouverture du marché Rond.
- 1795 : fondation de la Bibliothèque publique impériale[2], actuelle Bibliothèque nationale de Russie.
- 1798 : fondation de l'Institut Catherine, institution d'éducation pour jeunes filles nobles.

## XIXesiècle
- 1801 : construction du château Saint-Michel (ou château des Ingénieurs) pour l'empereur Paul Ier. Aménagement du « champ de Mars » (comme à Rome et à Paris).
- 1802 : fondation de la Philharmonie de Saint-Pétersbourg.
- 1805 : 
  - traité de Saint-Pétersbourg scellant l'alliance entre le Royaume-Uni et la Russie contre la France napoléonienne.
  - ouverture du musée central de la Marine de guerre, le premier au monde consacré à ce thème.
- 1806 : construction en fonte du pont de la Police (actuel pont vert) sur la Moïka.
- 1807 : construction du Manège en style néo-classique imitant le Parthénon.
- 1808 : construction de l'institut Smolny.
- 1810 : construction de la Bourse et des Colonnes rostrales. Population estimée : 290 000 habitants.
- 1811 : inauguration de la cathédrale Notre-Dame-de-Kazan, « Saint-Pierre russe » voulu par Paul Ier.
- 1812 : première publication de la revue Le Fils de la Patrie, qui disparaît en 1852.
- 1813 : construction en fonte du pont rouge sur la Moïka.
- 1814 : Construction de l'arc de triomphe de Narva qui commémore la victoire sur Napoléon et est une réponse à l'arc de triomphe du Carrousel.
- 1818 :
  - Première publication des Annales de la Patrie, qui disparaissent en 1884.
  - Construction du pont Bleu sur la Moïka.
  - Ouverture du Musée Asiatique.
- 1820 : population estimée 385 000 habitants.
- 1822 : construction du palais Elaguine.
- 1823 : 
  - construction du bâtiment de l'Amirauté.
  - fondation du Jardin Botanique impérial.
- 1825 : 
  - le 26 décembre, une insurrection éclate afin d'obtenir du nouvel empereur Nicolas Ier une constitution. Elle est violemment réprimée.
  - Achèvement du palais Michel.
- 1826 : construction du pont Egyptien, du pont aux Lions et du pont de la Banque.
- 1829 : début de la construction du Palais de l’État-major.
- 1832 : 
  - ouverture du musée zoologique.
  - inauguration du théâtre Alexandrinski (théâtre Alexandra).
- 1833 : inauguration du théâtre impérial Michel, nommé en l'honneur du grand-duc Michel.
- 1834 : 
  - inauguration de la colonne d'Alexandre, qui commémore la victoire des troupes de l'empereur Alexandre Ier sur Napoléon.
  - Achèvement des bâtiments du Sénat et du Synode.
- 1835 : construction de la cathédrale de la Trinité.
- 1836 : début de la publication de la revue trimestrielle Le Contemporain (Sovremennik), fondée par Pouchkine. Elle paraît jusqu'en 1866.
- 1838 : inauguration de l'arc de triomphe de Moscou qui commémore la victoire sur les Ottomans en 1829.
- 1839 : ouverture de l'observatoire de Poulkovo.
- 1844 : construction du palais Marie en l'honneur de la grande-duchesse Marie.
- 1845 : création de la Société russe de Géographie, l'une des premières au monde.
- 1848 : réouverture du palais Belosselski-Belozerski après de grands travaux de modification. Ouverture de la galerie commerciale couverte Le Passage.
- 1850 : inauguration du pont de l'Annonciation sur la Neva. C'est alors le plus long pont d'Europe.
- 1851 : mise en service de la ligne de chemin de fer entre Saint-Pétersbourg et Moscou et de la gare de Moscou.
- 1852 : les collections de l'Ermitage ouvrent au public.
- 1855 : population estimée 513 000 habitants. Construction du palais Nicolas.
- 1857 : ouverture de la gare Baltique.
- 1858 : inauguration de la cathédrale Saint-Isaac, qui devient la troisième plus vaste d'Europe après Saint-Pierre de Rome et Saint-Paul de Londres.
- 1860 : ouverture du théâtre Mariinsky (ou théâtre Marie).
- 1862 : construction du nouveau palais Michel. Fondation du Conservatoire de Saint-Pétersbourg.
- 1865 : inauguration de la Ménagerie, futur Zoo de Saint-Pétersbourg.
- 1870 : mise en service de la ligne de chemin de fer entre Saint-Pétersbourg et Riihimäki, en Finlande.
- 1875 : signature du Traité de Saint-Pétersbourg entre le Japon et la Russie.
- 1876 : fondation de l'Académie d'art et d'industrie.
- 1877 : ouverture du cirque Ciniselli.
- 1880 : population estimée 843 000 habitants[3].
- 1881 : 
  - signature du Traité de Saint-Pétersbourg entre la Chine et la Russie.
  - l'empereur Alexandre II est assassiné le 13 mars par les Pervomartovtsi, groupe de huit anarchistes révolutionnaires.
- 1882 : fondation de l'Orchestre philharmonique de Saint-Pétersbourg, le premier du pays[4].
- 1885 : ouverture du canal maritime de Kronstadt à Saint-Pétersbourg et du port de commerce de Saint-Pétersbourg[3] .
- 1891 : la population franchit le cap des 1 000 000 habitants[3].
- 1893 : consécration de la Grande Synagogue.
- 1895 : fondation du Musée Russe, consacré aux beaux-arts[3].

## XXesiècle
- 1900 : population estimée 1 420 000 habitants. Ouverture du musée Souvorov. Mise en service du croiseur Aurore.
- 1903 : 
  - ouverture de l'Epicerie Elisseïev, emblématique de l'Art Nouveau.
  - Inauguration du pont de la Trinité, répondant au pont Alexandre III de Paris construit quelques années plus tôt.
- 1904 : L'immeuble de la compagnie Singer est inauguré sur la Nevski Perspekt.
- 1905
  - 22 janvier : connu comme le Dimanche rouge. Répression sanglante d'une manifestation populaire place du Palais. Début de la révolution russe de 1905[5].
- 1907 : 
  - mise en service du tramway électrique.
  - inauguration de la Cathédrale Saint-Sauveur-sur-le-Sang-Versé en style néo-russe.
- 1908 : ouverture du grand magasin DLT.
- 1911 : inauguration du pont en arc basculant Pont Bolcheokhtinski.
- 1912 : population estimée 2 000 000 habitants[6].
- 1913 : 
  - Inauguration de la Mosquée de Saint-Pétersbourg et du Temple Bouddhiste de Saint-Pétersbourg.
  - Achèvement de la cathédrale navale de Kronstadt.
- 1914 : 
  - la ville est rebaptisée Petrograd, le nom « Saint-Pétersbourg » (en russe : Sankt-Peterbourg) étant jugé trop allemand, alors que la Russie s'engage dans la Grande Guerre.
  - Création des studios de cinéma Lenfilm.
- 1916 : 
  - population estimée 2 400 000 habitants.
  - ouverture du pont du Palais.
  - Nuit du 29 au 30 décembre : assassinat de Raspoutine au palais de la Moïka. Son corps est jeté dans la Petite Neva.
- 1917 : 
  - Du 3 au 6 mars : grève à l'usine Poutilov. L'usine ferme le 6 et des milliers d'ouvriers se retrouvent au chômage.
  - 8 mars : journée internationale des femmes, des cortèges de manifestantes, rejoints par des ouvriers, se forment dans le centre-ville et réclament du pain. Début de la révolution de Février. Le mouvement s'amplifie dans les jours suivants.
  - 11 mars : début de la répression (150 morts). Des unités rejoignent la foule. L'empereur Nicolas II proclame l'état de siège.
  - 12 mars : presque toute la garnison (150 000 soldats) rejoint les insurgés. Création du soviet de Petrograd.
  - Du 16 au 20 juillet : journées de juillet, répression sanglante d'une insurrection contre le gouvernement provisoire.
  - 7 et 8 novembre : révolution d'Octobre, prise du pouvoir par les bolcheviques menés par Lénine[7].
- 1918 : 
  - Saint-Pétersbourg perd son statut de capitale de la Russie au profit de Moscou.
  - population estimée à 1 500 000 habitants.
  - Créations du grand théâtre dramatique et de l'institut physico-technique.
- 1920 : la population tombe à 740 000 habitants.
- 1923 : ouverture du musée russe d'ethnographie.
- 1924 : à la mort de Lénine, la ville est renommée Leningrad.
- 1925 : création du club de football du Zenit Saint-Petersbourg.
- 1930 : population estimée 2 000 000 habitants.
- 1932 : mise en service de l'aéroport de Saint-Pétersbourg.
- 1934 : 1er décembre : assassinat de Kirov à l'Institut Smolny.
- 1939 : population estimée 3 000 000 habitants.
- 1941
  - inauguration de la Maison des Soviets.
  - 8 septembre : début du siège de Leningrad, beaucoup d'habitants sont évacués.
  - 20 novembre : mise en service de la Route de la vie à travers le lac Ladoga.
- 1944 : 27 janvier : fin du siège. La ville a tenu bon au prix d'un million de victimes civiles. La population est tombée à 547 000 habitants.
- 1946 : 7 juillet : ouverture du parc de la Victoire.
- 1948 : la population est remontée à 2 000 000 habitants avec le retour des évacués.
- 1949 : affaire de Léningrad.
- 1953 : ouverture du musée Pouchkine.
- 1955 : ouverture du métro de Saint-Pétersbourg.
- 1957 : le croiseur Aurore devient un navire-musée.
- 1958 : la population dépasse pour la première fois les 3 millions d'habitants.
- 1962 : construction de la tour de télévision de Saint-Pétersbourg.
- 1970 : la population atteint les 4 millions d'habitants[8].
- 1971 : ouverture du musée Dostoïevski.
- 1981 : ouverture du Leningrad Rock Club.
- 1985 : Inauguration de l'Obélisque de la place Vosstaniia, érigé pour commémorer les 40 ans de la victoire de 1945.
- 1989 : 
  - Le centre ville est déclaré zone protégée.
  - Ouverture du musée Anna-Akhmatova.
- 1990 : 
  - le Centre Historique est classé au Patrimoine Mondial de l'UNESCO.
  - la population franchit le cap des 5 millions d'habitants.
- 1991 : 
  - Anatoli Sobtchak devient maire. La ville redevient officiellement Saint-Pétersbourg à la suite d'un référendum.
  - La superficie de la ville augmente considérablement par intégration des villes satellites de Kolpino, Krasnoïe Selo, Pouchkine, Lomonossov, Pavlovsk, Kronstadt, Peterhof, Sestroretsk et Zelenogorsk.
  - Première édition du Marathon des Nuits Blanches.
- 1994 : création de l'Assemblée législative de Saint-Pétersbourg.
- 1996 : Vladimir Yakovlev devient gouverneur de la ville.
- 1997 : Première édition du Forum économique international de Saint-Pétersbourg.
- 1998 : 
  - assassinat de Galina Starovoïtova.
  - Ouverture du musée Nabokov.
  - Les dépouilles du dernier tsar de Russie et de sa famille sont enterrées à la forteresse Pierre et Paul.
- 1999 : ouverture du Palais de Glace, salle omnisports de la ville.

## XXIesiècle
- 2002 : la population a diminué à 4,5 millions d'habitants.
- 2003 : Cérémonies des 300 ans de la ville.
- 2004 : inauguration du pont Bolchoï Oboukhovski.
- 2006 : 
  - sommet du G8.
  - ouverture de l'Oceanarium, premier et unique aquarium de Saint-Pétersbourg.
- 2007 : 
  - La Marche du désaccord[9].
  - Inauguration de la Bibliothèque présidentielle Boris Eltsine.
- 2008 : Transfert de la Cour Constitutionnelle Russe de Moscou à Saint-Pétersbourg, dans l'ancien bâtiment du Sénat.
- 2010 : ouverture du musée privé d'art contemporain Erarta.
- 2011 : 
  - Inauguration du barrage et de la ceinture périphérique de Saint-Pétersbourg.
  - Ouverture du port de croisière de Saint-Pétersbourg.
- 2013 : 
  - sommet du G20.
  - inauguration du Musée Fabergé.
- 2017 : 
  - inauguration du nouveau Stade de Saint-Pétersbourg.
  - ouverture du parc culturel de la Nouvelle-Hollande sur l'île du même nom.
  - Attentat du métro de Saint-Pétersbourg, faisant 14 morts[10].
- 2018 : 7 matchs de la Coupe du Monde de football au Stade de Saint-Pétersbourg.
- 2019 : Ouverture de la tour du Lakhta Center, le plus haut gratte-ciel d'Europe avec 462 m[11].
- 2020 : population estimée à 5 300 000 habitants.
- 2021 : 7 matchs de l'Euro de football au Stade de Saint-Pétersbourg.